# Cadoneghe
Cadoneghe là một đô thị ở tỉnh Padova, vùng Veneto phía bắc Italia. Thị xã có cự ly khoảng 50  so với Venezia, thủ phủ vùng. Thị xã nằm bên sông Brenta.